# 마초 (천체)
마초(MACHO, MAssive Compact Halo Object)는 은하헤일로에 존재하는 암흑물질의 존재를 설명할 수 있는 일종의 천체이다. 마초는 방사선을 거의 또는 전혀 방출하지 않고 어떤 행성계와도 연관되지 않은 채 성간 공간을 떠다니는 천체이다(그리고 일반적인 중입자 물질로 구성될 수도 있고 구성되지 않을 수도 있음). 마초는 빛이 나지 않기 때문에 감지하기 어렵다. 마초의 후보에는 블랙홀이나 중성자별, 갈색왜성, 떠돌이 행성이 포함된다. 백색왜성과 매우 희미한 적색왜성도 후보 마초로 제안되었다. 이 용어는 천체물리학자 킴 그리스트(Kim Griest)가 만들어냈다.

## 같이 보기
- 약하게 상호작용하는 무거운 입자